# Puchar Anglii w piłce siatkowej mężczyzn (2023/2024)
Puchar Anglii w piłce siatkowej mężczyzn 2023/2024 – 41. edycja rozgrywek o siatkarski Puchar Anglii zorganizowana przez stowarzyszenie Volleyball England. Zainaugurowana została 9 września 2023 roku. Brało w niej udział 75 zespołów.
Rozgrywki składały się z rundy preeliminacyjnej, trzech rund wstępnych, ćwierćfinałów, półfinałów i finału. We wszystkich rundach rywalizacja toczyła się w systemie pucharowym, a o awansie w parze decydował jeden mecz. Drużyny z Super League dołączyły do rozgrywek w 2. rundzie.
Finał odbył się 21 kwietnia 2024 roku w National Volleyball Centre w Kettering. Po raz drugi Puchar Anglii zdobył klub Durham Palatinates, który w finale pokonał Malory Eagles UEL Najlepszym zawodnikiem finału (MVP) wybrany został Bradley Peters.

## System rozgrywek
Rozgrywki o Puchar Anglii w sezonie 2023/2024 składały się z rundy preeliminacyjnej, trzech rund wstępnych, ćwierćfinałów, półfinałów oraz finału. Przed początkiem rozgrywek odbyło się losowanie wyłaniające pary meczowe rundy preeliminacyjnej oraz drabinkę turniejową dla kolejnych rund. We wszystkich rundach rywalizacja toczyła się w systemie pucharowym, a o awansie w parze decydował jeden mecz.
Drużyny grające w Super League udział w Pucharze Anglii rozpoczęły od 2. rundy. Zespoły, które odpadły w rundzie preeliminacyjnej oraz w rundach 1-2, z wyjątkiem tych uczestniczących w Super League oraz zdobywcy Tarczy w sezonie 2022/2023, brały udział w rozgrywkach o Tarczę Anglii.

## Drużyny uczestniczące
| Super League (9 drużyn)  | Super League (9 drużyn) |
| ------------------------ | ----------------------- |
| Durham Palatinates       | zwycięstwo              |
| Essex Rebels             | półfinał                |
| IBB Polonia London       | ćwierćfinał             |
| Leeds Gorse              | 3. runda                |
| Malory Eagles UEL        | finał                   |
| Newcastle Staffs         | 3. runda                |
| Richmond Docklands       | ćwierćfinał             |
| Stockport VC             | ćwierćfinał             |
| University of Nottingham | półfinał                |

| Division 1 (7 drużyn)   | Division 1 (7 drużyn) |
| ----------------------- | --------------------- |
| Black Country           | ćwierćfinał           |
| Cambridge ARU           | 2. runda              |
| Coventry & Warwick Riga | 1. runda              |
| London Aces             | 2. runda              |
| Manchester Marvels      | 1. runda              |
| Tamworth Spartans       | 1. runda              |
| Weymouth Beach          | 3. runda              |

| Division 2 (14 drużyn) | Division 2 (14 drużyn) |
| ---------------------- | ---------------------- |
| Bristol VC             | 1. runda               |
| Cambridge VC           | 3. runda               |
| Darkstar Derbyshire    | 1. runda               |
| Everton Dugongs        | 1. runda               |
| Exeter Storm           | 2. runda               |
| Harrogate VC           | 2. runda               |
| Hull Thunder           | 3. runda               |
| Lincoln Cannons        | 2. runda               |
| Liverpool VC           | 1. runda               |
| Loughborough Students  | 1. runda               |
| MK City                | 1. runda               |
| Sheffield              | 3. runda               |
| Spelthorne Lions       | 1. runda               |
| Wombourne VC           | 1. runda               |

| Division 3 (24 drużyny)      | Division 3 (24 drużyny) |
| ---------------------------- | ----------------------- |
| Black Country 2              | 2. runda                |
| Cardiff Panthers             | 1. runda                |
| Darkstar Derbyshire 2        | 1. runda                |
| GNG Bedford                  | 1. runda                |
| Intervolley Manchester       | 2. runda                |
| Kent Invicta                 | 1. runda                |
| Kings of Court Boston        | 2. runda                |
| Leicester VC                 | runda preeliminacyjna   |
| London Wildcats              | 2. runda                |
| Manchester Marvels Marauders | 2. runda                |
| Manchester Moss Side         | runda preeliminacyjna   |
| Newcastle Staffs 2           | runda preeliminacyjna   |
| Northampton VC               | runda preeliminacyjna   |
| Nottingham Rockets           | 1. runda                |
| Reading Aces                 | 3. runda                |
| Sheffield 2                  | runda preeliminacyjna   |
| Tendring                     | runda preeliminacyjna   |
| Urbond VC Portsmouth         | runda preeliminacyjna   |
| Urmston Grammar Volleyball   | 2. runda                |
| Weymouth Waves               | runda preeliminacyjna   |
| Wigan Seahawks               | 2. runda                |
| Wombourne VC 2               | runda preeliminacyjna   |
| Worthing VC                  | 1. runda                |
| York Vikings                 | 2. runda                |

| Pozostałe (21 drużyn)    | Pozostałe (21 drużyn) |
| ------------------------ | --------------------- |
| Army                     | 1. runda              |
| Ashcombe Dorking Knights | runda preeliminacyjna |
| Barnsley VC              | 1. runda              |
| Brazukas                 | 3. runda              |
| Kings Langley            | runda preeliminacyjna |
| KS Ósemka Ealing         | runda preeliminacyjna |
| London Bears             | runda preeliminacyjna |
| London Bears 2           | runda preeliminacyjna |
| Maidstone Rocks          | runda preeliminacyjna |
| Marske Phoenix           | runda preeliminacyjna |
| Newbury                  | runda preeliminacyjna |
| Oxford VC                | 2. runda              |
| Preston Panthers         | 1. runda              |
| Preston Panthers B       | runda preeliminacyjna |
| South Hants              | runda preeliminacyjna |
| SQUAD                    | 2. runda              |
| Team SideOut             | 2. runda              |
| Tonbridge                | runda preeliminacyjna |
| Volleyball Isle of Man   | runda preeliminacyjna |
| Watford VC               | 1. runda              |
| Wimbledon Wolves         | 1. runda              |

## Rozgrywki

### Runda preeliminacyjna
| 10.09.2023 | Barnsley VC | 3:2 (22:25, 25:14, 13:25, 25:15, 15:12) | Marske Phoenix | Ruth Gorse Academy, Leeds Sędziowie: Stivan Kolev |

| 9.09.2023 | Preston Panthers | 3:2 (18:25, 26:24, 17:25, 25:23, 15:13) | Volleyball Isle of Man | Garstang Community Academy, Barnacre-with-Bonds Sędziowie: Paul Fagan |

| 9.09.2023 | Sheffield 2 | 0:3 (0:25, 0:25, 0:25) | Nottingham Rockets | All Saints Sports Centre, Sheffield |

| 9.09.2023 | Darkstar Derbyshire 2 | 3:0 (25:19, 25:14, 25:21) | Newcastle Staffs 2 | University of Derby Sports Centre, Derby Sędziowie: Phil Cobb i Gary Cross |

| 10.09.2023 | Manchester Marvels Marauders | 3:2 (27:25, 22:25, 25:17, 23:25, 15:12) | Manchester Moss Side | Dean Trust Ardwick, Manchester Sędziowie: Abdul Salam Safadi i Ashley Smith |

| 10.09.2023 | GNG Bedford | 3:0 (25:19, 25:13, 25:16) | Tendring | Trinity Arts & Leisure, Bedford Sędziowie: Albain Venel i Satinder Sangha |

| 9.09.2023 | Brazukas | 3:0 (25:0, 25:0, 25:0) | KS Ósemka Ealing | Somers Town Community Centre, Londyn Sędziowie: Gianni Sutton |

| 9.09.2023 | London Wildcats | 3:2 | London Bears | London Nautical School, Londyn Sędziowie: Mark Trelfa i Fiona Cotterill |

| 9.09.2023 | Kent Invicta | 3:0 (25:18, 25:14, 25:18) | Maidstone Rocks | Maidstone Grammar School for Girls, Maidstone Sędziowie: Tim Bown |

| 9.09.2023 | London Bears 2 | 0:3 (11:25, 14:25, 8:25) | Team SideOut | Somers Town Community Centre, Londyn Sędziowie: Herman Prada i Nicolas Vecchione |

| 9.09.2023 | Army | 3:0 (25:10, 25:16, 25:13) | Wombourne VC 2 | Aldershot Garrison Sports Centre, Aldershot Sędziowie: Hiroko Turner |

| 9.09.2023 | Tonbridge | 0:3 (19:25, 19:25, 15:25) | SQUAD | Angel Centre, Tonbridge Sędziowie: Ian Hetherington i Michelle Piscina |

| 9.09.2023 | Ashcombe Dorking Knights | 0:3 (17:25, 20:25, 16:25) | Wimbledon Wolves | Ashcombe Volleyball Centre, Dorking Sędziowie: Brendan Fogarty i Eleni Blana |

| 9.09.2023 | Worthing VC | 3:0 (25:15, 25:17, 25:23) | Urbond VC Portsmouth | Worthing High School, Worthing Sędziowie: Clive Cooper i Grant Eager |

| 14.09.2023 | Exeter Storm | 3:0 (25:16, 25:20, 25:3) | Weymouth Waves | Weymouth College Sports Centre, Weymouth Sędziowie: Ali Mitchell i Nick Heckford |

| 10.09.2023 | Newbury | 1:3 (23:25, 24:26, 25:22, 21:25) | Cardiff Panthers | Trinity School, Newbury Sędziowie: Martin Shakespeare |

| 9.09.2023 | Reading Aces | 3:1 (25:23, 25:17, 21:25, 25:21) | South Hants | Loddon Valley Leisure Centre, Reading Sędziowie: Richard Burbedge i Geoff Collier |

| 9.09.2023 | Wigan Seahawks | 3:0 (25:9, 25:15, 25:17) | Preston Panthers B | St Edmund Arrowsmith Catholic High School, Ashton-in-Makerfield Sędziowie: Lenny Barry i Boriss Bovkuns |

| 9.09.2023 | Kings of Court Boston | 3:2 (27:25, 21:25, 25:14, 23:25, 15:10) | Leicester VC | Werrington Leisure Centre, Peterborough |

| 9.09.2023 | Kings Langley | 2:3 (19:25, 30:28, 25:15, 22:25, 13:15) | Watford VC | Kings Langley Secondary School, Kings Langley Sędziowie: Stephen Smith i Marzena Wiśniewska |

| 9.09.2023 | Oxford VC | 3:0 (25:16, 25:16, 26:24) | Northampton VC | Ferry Leisure Centre, Oksford Sędziowie: Sam Yip |

### 1. runda
| 23.09.2023 | Barnsley VC | 2:3 (21:25, 27:25, 25:17, 23:25, 10:15) | York Vikings | Ruth Gorse Academy, Leeds Sędziowie: Roger Kittle i David Potter |

| 23.09.2023 | Harrogate VC | 3:0 (25:20, 25:23, 27:25) | Preston Panthers | Rossett Sports Centre, Harrogate Sędziowie: Martyn Quick i Kostas Lopsaitis |

| 24.09.2023 | Hull Thunder | 3:2 (25:8, 25:21, 24:26, 24:26, 15:10) | Nottingham Rockets | Allam Sport Centre, Kingston upon Hull Sędziowie: Stivan Kolev i Daniel Chung |

| 24.09.2023 | Intervolley Manchester | 3:0 (25:14, 25:11, 25:17) | Darkstar Derbyshire 2 | Y Club, Manchester Sędziowie: Abdul Salam Safadi i Ryan Cheung |

| 24.09.2023 | Everton Dugongs | 1:3 (18:25, 25:16, 16:25, 24:26) | Manchester Marvels Marauders | Litherland High School, Litherland Sędziowie: Bryan Youlden i Matilda Siu |

| 24.09.2023 | Lincoln Cannons | 3:0 (25:19, 25:18, 25:10) | Coventry & Warwick Riga | Riseholme College – Showground Campus, North Carlton Sędziowie: Edward Arnott i Rita Caldeira |

| 23.09.2023 | Sheffield | 3:1 (24:26, 25:19, 25:21, 25:20) | Darkstar Derbyshire | All Saints Sports Centre, Sheffield Sędziowie: Clark Antcliff i Lucas Fayd’herbe |

| 23.09.2023 | Cambridge ARU | 3:0 (25:12, 25:14, 25:14) | MK City | North Cambridge Academy, Cambridge Sędziowie: Maja Stanczewa i Rachel Fallow |

| 24.09.2023 | GNG Bedford | 2:3 (27:25, 13:25, 21:25, 25:19, 10:15) | Brazukas | Trinity Arts & Leisure, Bedford Sędziowie: Rajinder Sangha i Satinder Sangha |

| 23.09.2023 | London Aces | 3:1 (25:23, 19:25, 25:21, 25:17) | Spelthorne Lions | Lambeth Academy, Lambeth Sędziowie: Katarina Cepinova |

| 23.09.2023 | London Wildcats | 3:0 (25:22, 25:22, 25:20) | Kent Invicta | Leigh Academy Blackheath, Blackheath |

| 23.09.2023 | Team SideOut | 3:0 (25:11, 25:14, 25:8) | Army | Moberly Sports Centre, Londyn Sędziowie: Ryszard Dąbrowski i Fiona Cotterill |

| 23.09.2023 | SQUAD | 3:0 (25:18, 25:10, 25:22) | Wimbledon Wolves | Bacon's College Community Sports Centre, Londyn Sędziowie: Giordano Marchi i Mark Trelfa |

| 23.09.2023 | Weymouth Beach | 3:0 (25:15, 25:10, 25:19) | Worthing VC | Redlands Community Sports Hub, Weymouth Sędziowie: Richard Parkes |

| 23.09.2023 | Bristol VC | 0:3 (20:25, 8:25, 19:25) | Exeter Storm | Avanti Gardens School, Bristol Sędziowie: Richard Parkes |

| 24.09.2023 | Tamworth Spartans | 1:3 (16:25, 25:22, 23:25, 18:25) | Black Country 2 | Wilnecote Community Leisure Centre, Tamworth Sędziowie: Joseph Gore i Hannah Staggs |

| 23.09.2023 | Cardiff Panthers | 2:3 (21:25, 26:24, 25:14, 16:25, 9:15) | Reading Aces | Cardiff and Vale College – Eastern Community Campus, Cardiff Sędziowie: Cheryl Whittles i Jayne Jones |

| 23.09.2023 | Wigan Seahawks | 3:1 (27:25, 25:18, 21:25, 25:16) | Manchester Marvels | St Edmund Arrowsmith Catholic High School, Ashton-in-Makerfield Sędziowie: Lenny Barry |

| 23.09.2023 | Liverpool VC | 0:3 (0:25, 0:25, 0:25) | Urmston Grammar Volleyball | Holly Lodge Girls’ College, Liverpool |

| 24.09.2023 | Kings of Court Boston | 3:1 (24:26, 25:18, 25:19, 25:19) | Wombourne VC | Werrington Leisure Centre, Peterborough Sędziowie: Bloo Sparrow i Vitālijs Kondrašovs |

| 23.09.2023 | Loughborough Students | 1:3 (22:25, 25:22, 21:25, 18:25) | Cambridge VC | Sir David Wallace Sports Hall, Loughborough Sędziowie: Daniel Harrison i Phil Cobb |

| 23.09.2023 | Watford VC | 1:3 (19:25, 18:25, 25:12, 18:25) | Oxford VC | Kings Langley Secondary School, Kings Langley |

### 2. runda
| 7.10.2023 | York Vikings | 0:3 (7:25, 14:25, 6:25) | Durham Palatinates | Joseph Rowntree School, New Earswick Sędziowie: Simon Cowie i Natasha White |

| 7.10.2023 | Hull Thunder | 3:1 (25:17, 26:28, 25:23, 25:22) | Harrogate VC | Allam Sport Centre, Kingston upon Hull Sędziowie: Debra Smart i Stivan Kolev |

| 8.10.2023 | Intervolley Manchester | 0:3 (10:25, 19:25, 21:25) | Stockport VC | Y Club, Manchester Sędziowie: Alexandre Louis Pujol i Ryan Cheung |

| 7.10.2023 | Leeds Gorse | 3:1 (25:15, 22:25, 25:9, 25:15) | Manchester Marvels Marauders | Ruth Gorse Academy, Leeds Sędziowie: Diane Hollows i Alessia Garnero |

| 7.10.2023 | Lincoln Cannons | 0:3 (24:26, 19:25, 18:25) | Sheffield | Riseholme College – Showground Campus, North Carlton Sędziowie: Pete Whyard |

| 8.10.2023 | Essex Rebels | 3:0 (25:23, 25:22, 25:23) | Cambridge ARU | Essex Sport Arena, Colchester Sędziowie: Sebastian Widlarz i Giordano Marchi |

| 7.10.2023 | Brazukas | 3:0 (25:0, 25:0, 25:0) | London Aces | Lambeth Academy, Londyn Sędziowie: Mark Trelfa |

| 7.10.2023 | London Wildcats | 0:3 (19:25, 21:25, 21:25) | IBB Polonia London | Lambeth Academy, Londyn Sędziowie: Domenico De Mattia i Gianni Sutton |

| 7.10.2023 | Malory Eagles UEL | 3:0 (25:14, 25:16, 25:19) | Team SideOut | University of East London – SportsDock, Londyn Sędziowie: Ryszard Dąbrowski i Herman Prada |

| 7.10.2023 | SQUAD | 1:3 (25:14, 16:25, 22:25, 18:25) | Weymouth Beach | Bacon's College Community Sports Centre, Londyn Sędziowie: Marcelo Radovan |

| 7.10.2023 | Exeter Storm | 0:3 (12:25, 15:25, 16:25) | Richmond Docklands | Plymstock School Sports Centre, Plymouth Sędziowie: Daniel Sarnik i Mel Melville-Brown |

| 8.10.2023 | Reading Aces | 3:2 (25:23, 24:26, 23:25, 25:18, 15:13) | Black Country 2 | Kendrick School, Reading Sędziowie: Sam Yip i Richard Burbedge |

| 7.10.2023 | Black Country | 3:0 (25:16, 27:25, 25:14) | Wigan Seahawks | Redhill School, Stourbridge Sędziowie: Rita Grimes i Rose Sterling |

| 7.10.2023 | Urmston Grammar Volleyball | 0:3 (14:25, 17:25, 11:25) | Newcastle Staffs | Urmston Grammar School, Urmston Sędziowie: Paul Fagan i Jamie Hollick |

| 5.10.2023 | Kings of Court Boston | 0:3 (0:25, 0:25, 0:25) | Cambridge VC | Peter Paine Performance Centre, Boston |

| 7.10.2023 | Oxford VC | 0:3 (17:25, 15:25, 15:25) | University of Nottingham | Oxford High School, Oksford Sędziowie: Sam Yip i Timothy Hebborn |

### 3. runda
| 11.11.2023 | Durham Palatinates | 3:0 (25:14, 25:15, 25:19) | Hull Thunder | Graham Sports Centre, Durham Sędziowie: Evelyn Lee i Jineth Dissanayake |

| 11.11.2023 | Stockport VC | 3:0 (25:15, 25:17, 25:20) | Leeds Gorse | Brinnington Park Leisure Complex, Brinnington Sędziowie: Diane Hollows i Ruth Bridge |

| 11.11.2023 | Sheffield | 0:3 (20:25, 20:25, 19:25) | Essex Rebels | All Saints Sports Centre, Sheffield Sędziowie: William Perugini i Hamza Shokat |

| 11.11.2023 | IBB Polonia London | 3:0 (25:8, 25:13, 25:12) | Brazukas | Northolt High School, Londyn Sędziowie: Ian Cheesbrough i Nicolas Vecchione |

| 11.11.2023 | Weymouth Beach | 0:3 (15:25, 19:25, 15:25) | Malory Eagles UEL | Redlands Community Sports Hub, Weymouth Sędziowie: Nick Heckford i Jacky Pang |

| 11.11.2023 | Richmond Docklands | 3:1 (20:25, 25:18, 25:12, 25:10) | Reading Aces | Kingston College – Arena, Kingston upon Thames Sędziowie: Dominik Biegajlo i Gabriel Dan |

| 11.11.2023 | Newcastle Staffs | 2:3 (25:27, 24:26, 25:14, 25:22, 9:15) | Black Country | Sir Stanley Matthews Sports Centre, Stoke-on-Trent Sędziowie: Joseph Gore i John Boughton |

| 11.11.2023 | University of Nottingham | 3:0 (25:18, 25:17, 25:21) | Cambridge VC | David Ross Sports Village, Nottingham Sędziowie: Bloo Sparrow i Libby Roberts |

### Ćwierćfinały
| 27.01.2024 14:00 (UTC±0) | Stockport VC | 2:3 (25:21, 28:26, 13:25, 23:25, 15:17) | Durham Palatinates | Brinnington Park Leisure Complex, Brinnington Sędziowie: Lenny Barry i Abdul Salam Safadi |

| 27.01.2024 15:00 (UTC±0) | Essex Rebels | 3:2 (23:25, 25:19, 25:18, 22:25, 19:17) | IBB Polonia London | Essex Sport Arena, Colchester Sędziowie: Claudiu Florea i Klaudia French |

| 27.01.2024 11:00 (UTC±0) | Malory Eagles UEL | 3:0 (25:15, 25:17, 25:17) | Richmond Docklands | Ernest Bevin Academy, Londyn Sędziowie: Dominik Biegajlo i Ian Cheesbrough |

| 27.01.2024 13:00 (UTC±0) | Black Country | 2:3 (25:22, 25:21, 16:25, 20:25, 13:15) | University of Nottingham | Cleobury Mortimer Sports Centre, Cleobury Mortimer Sędziowie: Sebastian Struski |

### Półfinały
| 24.02.2024 15:00 (UTC±0) | Durham Palatinates | 3:0 (25:23, 25:16, 25:18) | Essex Rebels | Graham Sports Centre, Durham Sędziowie: Diane Hollows i David Topacho |

| 24.02.2024 14:45 (UTC±0) | Malory Eagles UEL | 3:2 (25:18, 24:26, 14:25, 25:22, 15:12) | University of Nottingham | Ernest Bevin Academy, Londyn Sędziowie: Domenico De Mattia i Aleksandyr Dimitrow |

### Finał
| 21.04.2024 13:00 (UTC+1) | Durham Palatinates | 3:1 (25:23, 25:20, 23:25, 26:24) | Malory Eagles UEL | National Volleyball Centre, Kettering Sędziowie: Aleksandyr Dimitrow |